# Kaga (distrito)
Kaga (加賀郡; - gun) é um distrito localizado na Província de Okayama, no Japão.

## Cidades e Vilas
- Kibichuou